# Chervone (Raión de Bolhrad)
Chervone  (ucraniano: Червоне) es un pueblo del Raión de Bolhrad en el Óblast de Odesa de Ucrania. Según el censo de 2001, tiene una población de 520 habitantes.